# Educación del carácter
La educación del carácter es un término general que se utiliza libremente para describir la enseñanza de niños y adultos de una manera que les ayudará a desarrollarse de diversas formas: moral, cívica, buena, educada, comportada, no intimidante, saludable, crítica, exitosa, tradicional, dócil o seres socialmente aceptables. Los conceptos que ahora y en el pasado han caído bajo este término incluyen aprendizaje social y emocional, razonamiento moral y desarrollo cognitivo, educación en habilidades para la vida, educación para la salud, prevención de la violencia, pensamiento crítico, razonamiento ético y resolución y mediación de conflictos.  Muchos de ellos se consideran ahora programas fallidos, es decir, "educación religiosa", "desarrollo moral", "clarificación de valores". 
Hoy en día, hay docenas de programas de educación del carácter en escuelas y empresas que compiten por su adopción.  Algunos son comerciales, otros sin fines de lucro y muchos están diseñados exclusivamente por los propios estados, distritos y escuelas. Un enfoque común de estos programas es proporcionar una lista de principios, pilares, valores o virtudes, que se memorizan o en torno a los cuales se planifican actividades temáticas.  Se suele afirmar que los valores incluidos en una lista determinada son universalmente reconocidos. Sin embargo, no hay acuerdo entre los programas en competencia sobre los valores fundamentales (por ejemplo, honestidad, administración, bondad, generosidad, coraje, libertad, justicia, igualdad y respeto) o incluso sobre cuántos enumerar. Tampoco existe un medio común o estándar para evaluar, implementar o evaluar programas. 

## Terminología
"Carácter" es uno de esos conceptos generales que son objeto de disciplinas que van desde la filosofía hasta la teología, desde la psicología hasta la sociología, con muchas teorías en competencia y en conflicto. Thomas Lickona define la educación del carácter como "el esfuerzo deliberado por desarrollar virtudes que sean buenas para el individuo y para la sociedad ".  Más recientemente, el psicólogo Robert McGrath ha propuesto que la educación del carácter se centra menos en la adquisición de habilidades sociales y más en la construcción de una identidad moral dentro de una narrativa de vida. 
El carácter, en lo que se refiere a la educación del carácter, suele referirse a lo "buena" que es una persona. En otras palabras, se podría considerar que una persona que exhibe cualidades personales como las que la sociedad considera deseables tiene buen carácter, y el desarrollo de esas cualidades personales a menudo se considera un propósito de la educación. Sin embargo, los diversos defensores de la educación del carácter están lejos de estar de acuerdo sobre qué es "bueno" o qué cualidades son deseables. Para agravar este problema, no existe una definición científica de carácter. Debido a que tal concepto combina componentes de personalidad y comportamiento, los científicos hace tiempo que abandonaron el uso del término "carácter" y, en su lugar, utilizan el término motivadores psicológicos para medir las predisposiciones conductuales de los individuos. Sin un significado clínicamente definido, prácticamente no hay forma de medir si un individuo tiene un déficit de carácter o si un programa escolar puede mejorarlo.
Los diversos términos en las listas de valores que proponen los programas de educación del carácter (incluso aquellos pocos que se encuentran en común entre algunos programas) adolecen de definiciones vagas. Esto hace que sea problemático medir la necesidad y la eficacia de la educación del carácter.

## Programas en la escuela
No existe una práctica común en las escuelas en relación con la formación del carácter o la educación en valores de los alumnos.  Esto se debe en parte a los muchos programas en competencia y a la falta de estándares en la educación del carácter, pero también a cómo y quién los ejecuta.
Los programas generalmente son de cuatro variedades:  animar, elogiar y recompensar, definir y ejercitar, y formalidad forzada. Pueden usarse solos o en combinación.
1) Las porristas implican carteles, pancartas y tableros de anuncios multicolores que presentan el valor o la virtud del mes; animados anuncios matutinos en megafonía; asambleas motivacionales ocasionales; y posiblemente un evento de alto perfil, como una recaudación de fondos para una buena causa.
2) El enfoque de alabanza y recompensa busca convertir la virtud en hábito mediante el "refuerzo positivo". Los elementos incluyen "pescar a los estudiantes siendo buenos" y elogiarlos o darles fichas que pueden canjearse por privilegios o premios. En este enfoque, con demasiada frecuencia se pierde el significado real de las acciones de los estudiantes, ya que la recompensa o el premio se convierte en el foco principal.
3) Definir y practicar pide a los estudiantes que memoricen una lista de valores y la definición de cada uno. La simple memorización de definiciones por parte de los estudiantes parece equipararse con el desarrollo de una capacidad mucho más compleja para tomar decisiones morales.
4) La formalidad forzada se centra en el cumplimiento estricto y uniforme de reglas de conducta específicas (es decir, caminar en filas, con los brazos a los costados) o formas formales de tratamiento ("sí señor", "no señora"), u otros procedimientos que se consideren para promover el orden o el respeto de los adultos.
"Estos cuatro enfoques apuntan a resultados conductuales rápidos, en lugar de ayudar a los estudiantes a comprender mejor y comprometerse con los valores que son fundamentales para nuestra sociedad, o ayudarlos a desarrollar las habilidades para poner esos valores en acción en las situaciones complejas de la vida". 
Generalmente, los profesionales más comunes de la educación del carácter en los Estados Unidos son los consejeros escolares, aunque existe una tendencia creciente a incluir a otros profesionales en las escuelas y la comunidad en general. Dependiendo del programa, el medio de implementación puede ser por parte de docentes y/o cualquier otro adulto (profesores, conductores de autobuses, trabajadores de cafetería, personal de mantenimiento, etc.); mediante la narración de historias, que puede realizarse a través de libros y medios; o incorporándolos al plan de estudios del aula. Hay muchas teorías sobre los medios, pero no hay datos comparativos ni consenso en la industria sobre qué enfoque, si alguno, puede ser efectivo. 

## Historia
Se ha dicho que "la educación del carácter es tan antigua como la educación misma". De hecho, el intento de comprender y desarrollar el carácter se extiende hasta la prehistoria.

### Entendiendo el carácter

#### Artes psíquicas
Desde tiempos muy tempranos, la gente ha intentado acceder o "leer" la predisposición (carácter) de uno mismo y de los demás. Ser capaz de predecir e incluso manipular el comportamiento, las motivaciones y las reacciones humanas otorgaría ventajas obvias. Las técnicas de evaluación del carácter precientíficas han incluido, entre otras: antropometría, astrología, quiromancia y metoposcopia. Estos enfoques han sido desacreditados científicamente, aunque siguen practicándose ampliamente.

#### Personaje de carrera
El concepto de "carácter racial" heredado se ha utilizado durante mucho tiempo para caracterizar cualidades deseables versus indeseables en miembros de grupos en su conjunto a lo largo de líneas nacionales, tribales, étnicas, religiosas e incluso de clase. El carácter racial se utiliza predominantemente como justificación para la denigración y posterior persecución de grupos minoritarios, de manera más infame, para justificar la persecución europea de los nativos americanos, el concepto de esclavitud y la persecución nazi de los judíos. Aunque el carácter racial sigue utilizándose como justificación para la persecución de minorías en todo el mundo,  ha sido desacreditado científicamente y no es abiertamente un componente de la educación del carácter moderna en las sociedades occidentales.

#### Carácter generacional
Particularmente en las repúblicas liberales modernas, el cambio social y económico es rápido y puede resultar en estrés cognitivo para las generaciones mayores cuando cada generación sucesiva expande y exhibe sus propios modos de expresar las libertades que disfrutan esas sociedades.
Estados Unidos es un excelente ejemplo. Con pocas tradiciones, cada generación exhibe actitudes y comportamientos que los segmentos conservadores de las generaciones anteriores asimilan con dificultad. Los incidentes individuales también pueden producir pánico moral . Los gritos sobre la pérdida de la moral en la generación siguiente, abrumadoramente infundados,  y los llamados a la remediación han sido constantes en Estados Unidos desde antes de su fundación. (Es de esperar que, en un país libre que apoya los derechos de los niños, esta tendencia continúe a buen ritmo).

### Carácter en desarrollo

#### Filosofía oriental
La filosofía oriental considera que la naturaleza del hombre inicialmente es tranquila y calmada, pero cuando se ve afectada por el mundo externo, desarrolla deseos. Cuando los deseos no se controlan adecuadamente y la mente consciente se distrae con el mundo material, perdemos nuestro verdadero yo y el principio de razón en la Naturaleza se destruye. De aquí surgen la rebelión, la desobediencia, la astucia y el engaño, y la inmoralidad general. Éste es el camino del caos. El confucianismo es, junto con el taoísmo, dos de los grandes sistemas religiosos/filosóficos de China.
Un sello distintivo de la filosofía de Confucio es su énfasis en la tradición y el estudio. Menosprecia a quienes tienen fe en la comprensión o la intuición natural y aboga por un estudio largo y cuidadoso. Estudiar, para Confucio, significa encontrar un buen maestro, que conozca las costumbres del pasado y las prácticas de los antiguos, imitando sus palabras y sus acciones. El resultado es un pesado esquema de obligaciones y deberes intrincados en todos los roles sociales de cada uno. Se dice que Confucio cantaba sus dichos y se acompañaba con un 'qin' (una especie de cítara). Según Confucio, la formación musical es el método más eficaz para moldear el carácter moral del hombre y mantener el orden en la sociedad. Dijo: "Que un hombre sea estimulado por la poesía, establecido por las reglas del decoro, perfeccionado por la música". 
El tema del taoísmo  es el de la armonía con la naturaleza. Zhuangzi fue una figura central de la filosofía taoísta. Escribió que las personas desarrollan diferentes actitudes morales a partir de diferentes educaciones naturales, cada uno de los cuales siente que sus propios puntos de vista son obvios y naturales, pero esta socialización los ciega a todos ante su verdadera naturaleza. Para Zhuangzi, los deseos presociales son relativamente pocos y fáciles de satisfacer, pero la socialización crea una plétora de deseos de "bienes sociales" como el estatus, la reputación y el orgullo. Estos valores convencionales, debido a su naturaleza comparativa, crean actitudes de resentimiento e ira que incitan a la competencia y luego a la violencia. El camino hacia el orden social es que las personas eliminen estas ambiciones socializadas mediante una receptividad de mente abierta a todo tipo de voces, en particular aquellas que han entrado en conflicto con la autoridad humana o parecen menos autoritarias. Cada uno tiene ideas. De hecho, en la filosofía moral taoísta, la perfección bien puede parecernos su opuesto. Un tema de Zhuangzi que vincula el taoísmo con la rama zen del budismo es el concepto de flujo, de perderse en la actividad, particularmente la absorción en la ejecución hábil de una manera altamente cultivada. Su ejemplo más famoso es el de un carnicero que corta carne con la atención y la concentración de un bailarín virtuoso en una actuación elegantemente coreografiada. El colmo de la satisfacción humana llega al lograr y ejercitar tales habilidades con el enfoque y el compromiso que nos lleva "fuera de nosotros mismos" y nos lleva a una conexión tan íntima con nuestra naturaleza innata.

#### Filosofía occidental
Los primeros filósofos griegos  creían que la felicidad requiere virtud y, por tanto, que una persona feliz debe tener rasgos de carácter virtuosos.
Sócrates identifica la felicidad con el placer y explica las diversas virtudes como medios instrumentales para lograr el placer. Enseña, sin embargo, que el placer debe entenderse en un sentido general en el que huir de la batalla es un placer momentáneo que resta valor al mayor placer de actuar con valentía.
Platón escribió que para ser virtuosos debemos comprender lo que contribuye a nuestro bien general y que nuestros deseos enérgicos y apetitivos sean educados adecuadamente y guiados por la parte racional del alma. El camino que prescribe es que una persona potencialmente virtuosa debe aprender desde joven a amar y disfrutar de las acciones virtuosas, pero debe esperar hasta una edad avanzada para desarrollar la comprensión de por qué lo que ama es bueno. Un problema obvio es que este razonamiento es circular.
Aristóteles es quizás, incluso hoy, el más influyente de todos los primeros filósofos occidentales. Su visión se resume a menudo como "moderación en todas las cosas". Por ejemplo, el coraje es digno, porque muy poco lo vuelve a uno indefenso. Pero demasiado coraje puede resultar en temeridad ante el peligro. Para ser claros, Aristóteles enfatiza que el estado moderado no es una media aritmética, sino relativa a la situación: a veces el comportamiento medio es enojarse, digamos, por la injusticia o el maltrato, en otras ocasiones la ira es totalmente inapropiada. Además, como las personas son diferentes, el punto medio para una persona puede ser la valentía, pero para otra es la imprudencia.
Para Aristóteles, la clave para encontrar este equilibrio es disfrutar y reconocer el valor de desarrollar los propios poderes racionales y luego utilizar este reconocimiento para determinar qué acciones son apropiadas en qué circunstancias.
Las opiniones de los filósofos del siglo XIX estaban muy en deuda con estos primeros griegos. Dos de ellos, Karl Marx y John Stuart Mill,  tuvieron una gran influencia en los enfoques para desarrollar el carácter.
Karl Marx aplica las conclusiones de Aristóteles al entender el trabajo como un lugar donde los trabajadores deberían poder expresar sus poderes racionales. Pero los trabajadores sujetos a los valores capitalistas se caracterizan principalmente por su propio interés material. Esto les hace desconfiar de los demás y los ven principalmente como competidores. Dadas estas actitudes, los trabajadores se vuelven propensos a una serie de vicios, incluidos el egoísmo, la cobardía y la intemperancia.
Para corregir estas condiciones, propone que los trabajadores realicen tareas que sean interesantes y desafiantes mentalmente, y que cada trabajador ayude a decidir cómo y hacia qué fines debe dirigirse su trabajo. Marx cree que esto, junto con las condiciones democráticas en el lugar de trabajo, reduce los sentimientos competitivos entre los trabajadores, por lo que quieren exhibir virtudes tradicionales como la generosidad y la confianza, y evitar los vicios más tradicionales como la cobardía, la tacañería y la autocomplacencia.
John Stuart Mill, al igual que Marx, también consideraba muy apreciado el desarrollo de la mente racional. Sostuvo que las sociedades gravemente desiguales, al impedir que los individuos desarrollen sus poderes deliberativos, afectan el carácter de los individuos de manera poco saludable e impiden su capacidad de vivir vidas virtuosas. En particular, Mill argumentó que las sociedades que han subordinado sistemáticamente a las mujeres han perjudicado a hombres y mujeres, y aconsejó que se reconsidere el lugar de las mujeres en las familias y en las sociedades.

#### Vistas contemporáneas
Debido a que hoy en día las mujeres y los hombres pueden no estar bien posicionados para desarrollar plenamente las capacidades que Aristóteles y otros consideraban fundamentales para el carácter virtuoso, sigue siendo una cuestión central no sólo en la ética, sino también en la filosofía feminista, la filosofía política, la filosofía de la educación, y filosofía de la literatura. Debido a que el carácter moral requiere comunidades donde los ciudadanos puedan realizar plenamente sus poderes humanos y sus lazos de amistad, existen preguntas difíciles sobre cómo deberían estructurarse las instituciones educativas, económicas, políticas y sociales para hacer posible ese desarrollo.
Situacionismo Impresionados por los experimentos científicos en psicología social, los filósofos "situacionistas" sostienen que los rasgos de carácter no son estables ni consistentes y no pueden usarse para explicar por qué las personas actúan como lo hacen. Los datos experimentales muestran que gran parte del comportamiento humano es atribuible a características aparentemente triviales de las situaciones en las que se encuentran las personas. En un experimento típico, los estudiantes de seminario aceptaron dar un discurso sobre la importancia de ayudar a los necesitados. De camino al edificio donde se iban a dar las charlas, se encontraron con un cómplice desplomado y quejándose. Irónicamente, aquellos a quienes se les dijo que ya llegaban tarde tenían muchas menos probabilidades de ayudar que aquellos a quienes se les dijo que tenían tiempo de sobra.
Quizás lo más perjudicial para la visión tradicional del carácter sean los resultados de los experimentos realizados por Stanley Milgram en la década de 1960 y Philip G. Zimbardo en 1971. En el primero de estos experimentos,  la gran mayoría de los sujetos, cuando un experimentador los solicitaba cortés pero firmemente, estaban dispuestos a administrar lo que pensaban que eran descargas eléctricas cada vez más severas a una "víctima" que gritaba. En el segundo, el infame experimento de la prisión de Stanford,  la investigación planificada de dos semanas de duración sobre la psicología de la vida en prisión tuvo que finalizar después de sólo seis días porque los estudiantes universitarios asignados para actuar como guardias se volvieron sádicos y los que eran los "prisioneros" se deprimieron y mostraron signos de estrés extremo. Estos y otros experimentos se utilizan para demostrar que si los humanos tienen tendencias nobles, son rasgos estrechos y "locales" que no están unificados con otros rasgos en un patrón de comportamiento más amplio.

### Historia de la educación del carácter en las escuelas de EE. UU.

#### El periodo colonial
A medida que las escuelas comunes se extendieron por las colonias, la educación moral de los niños se dio por sentada. La educación formal tenía un énfasis claramente moral y religioso. En la tradición cristiana, se cree que los humanos tienen defectos al nacer (pecado original), por lo que requieren salvación a través de medios religiosos: enseñanza, guía y rituales sobrenaturales. Esta creencia en Estados Unidos, originalmente densamente poblada por inmigrantes protestantes, crea una situación de suposición a priori de que los humanos son moralmente deficientes por naturaleza y que se necesitan medidas preventivas para convertir a los niños en miembros aceptables de la sociedad: el hogar, la iglesia y la escuela.

La educación del carácter en las escuelas de los Estados Unidos comenzó con la circulación del New England Primer. Además de una instrucción rudimentaria de lectura, estaba lleno de citas bíblicas, oraciones, catecismos y exhortaciones morales con carga religiosa. Típico es este breve verso de la edición de 1777: 
Los buenos niños deben,Teme a Dios todo el día, ama a Cristo siempre,Los padres obedecen, oran en secreto,No digas nada falso, ten cuidado con el juego.No te extravíes por el pecado, no te demores,En hacer el bien.

#### Siglo 19
A medida que la joven república tomó forma, se promovió la escolarización por razones tanto seculares como morales. Sin embargo, en la época del siglo XIX, la religión se convirtió en un problema en las escuelas. En los Estados Unidos, la religión dominante abrumadora era el protestantismo. Aunque no fue tan prominente como durante la era puritana, la Biblia King James fue, sin embargo, un elemento básico de las escuelas públicas estadounidenses. Sin embargo, cuando oleadas de inmigrantes de Irlanda, Alemania e Italia llegaron al país desde mediados del siglo XIX en adelante, reaccionaron ante el tono protestante y la ortodoxia de las escuelas. Preocupados de que sus hijos fueran apartados de su fe, los católicos desarrollaron su propio sistema escolar. Más adelante, en el siglo XX, otros grupos religiosos, como judíos, musulmanes e incluso varias denominaciones protestantes, formaron sus propias escuelas. Cada grupo deseaba, y continúa deseando, que su educación moral esté arraigada en su respectiva fe o código.
Horace Mann, el defensor de las escuelas comunes del siglo XIX, abogó firmemente por la educación moral. Él y sus seguidores estaban preocupados por la borrachera generalizada, el crimen y la pobreza durante el período jacksoniano en el que vivieron. No menos preocupantes fueron las oleadas de inmigrantes que inundaron las ciudades, sin preparación para la vida urbana y particularmente sin preparación para participar en la vida cívica democrática.
Los libros de texto de mayor éxito durante el siglo XIX y principios del XX fueron los famosos McGuffey Readers, que fomentaban virtudes como la honestidad, la piedad, la puntualidad y la laboriosidad. McGuffey era un profesor teológico y conservador e intentó dar a las escuelas un plan de estudios que inculcara creencias y modales calvinistas presbiterianos en sus estudiantes.

#### Mediados delsigloXX
Durante finales del siglo XIX y el siglo XX, los líderes intelectuales y escritores estuvieron profundamente influenciados por las ideas del naturalista inglés Charles Darwin, el filósofo político alemán Karl Marx, el neurólogo austríaco y fundador del psicoanálisis Sigmund Freud, y por una interpretación cada vez más estricta de la doctrina de la separación de la Iglesia y el Estado. Esta tendencia aumentó después de la Segunda Guerra Mundial y se intensificó aún más por lo que parecieron ser cambios en el consenso moral de la nación a finales de los años sesenta. Los educadores y otras personas se mostraron cautelosos a la hora de utilizar las escuelas para la educación moral. Cada vez más se veía que esto era competencia de la familia y la iglesia.
Aun así, debido a una percepción percibida de declive académico y moral, los educadores continuaron recibiendo mandatos para abordar las preocupaciones morales de los estudiantes, lo que hicieron utilizando principalmente dos enfoques: la clarificación de valores y la educación moral del desarrollo cognitivo. 
Clarificación de valores. Los valores cambian con el tiempo en respuesta a las experiencias cambiantes de la vida. Reconocer estos cambios y comprender cómo afectan las acciones y comportamientos de uno es el objetivo del proceso de clarificación de valores. La clarificación de valores no le dice lo que debería tener, simplemente proporciona los medios para descubrir cuáles son sus valores. Este enfoque, aunque ampliamente practicado, fue objeto de fuertes críticas, entre otras cosas, por promover el relativismo moral entre los estudiantes. 
La teoría del desarrollo cognitivo de la educación y el desarrollo moral surgió del trabajo del psicólogo suizo Jean Piaget y fue desarrollada aún más por Lawrence Kohlberg. Kohlberg rechazó centrarse en valores y virtudes, no sólo por la falta de consenso sobre qué virtudes deben enseñarse, sino también por la naturaleza compleja de practicar dichas virtudes. Por ejemplo, las personas a menudo toman decisiones diferentes, pero mantienen los mismos valores morales básicos. Kohlberg creía que un mejor enfoque para afectar el comportamiento moral debería centrarse en las etapas del desarrollo moral. Estas etapas son críticas, ya que consideran la forma en que una persona organiza su comprensión de las virtudes, reglas y normas, y las integra en una elección moral.

#### Movimiento de educación del carácter de la década de 1980
El ímpetu y la energía detrás del regreso de una educación de carácter más didáctico a las escuelas estadounidenses no provinieron de la comunidad educativa. Sigue estando alimentado por el deseo de los sectores conservadores y religiosos de la población de contar con escuelas tradicionalmente ordenadas donde se haga hincapié en la conformidad con las "normas" de conducta y los buenos hábitos.  Los políticos estatales y nacionales, así como los distritos escolares locales, presionados por organizaciones de educación del carácter, han respondido apoyando este sentimiento.  Durante su presidencia, Bill Clinton organizó cinco conferencias sobre educación del carácter. El presidente George W. Bush  amplió los programas de la administración anterior e hizo de la educación del carácter un foco importante de su agenda de reforma educativa.

#### Desarrollos delsigloXXI
La determinación se define como perseverancia y compromiso con objetivos a largo plazo. Es un atributo de carácter asociado con la profesora Angela Duckworth de la Universidad de Pensilvania, quien escribió sobre su investigación en un libro superventas  y la promovió en un vídeo de Ted Talks muy visto.  Inicialmente, alabado como un descubrimiento revolucionario del "ingrediente clave del personaje"  para el éxito y el desempeño, pronto fue objeto de amplias críticas y ha sido expuesto, al igual que otras intervenciones de personajes, como una construcción de personaje sospechosa, y donde los intentos han sido Las medidas adoptadas para implementarlo en los programas escolares no muestran más que un efecto débil, si es que lo hay. Además, Duckworth malinterpretó los datos originales.  Además, el concepto de capacidad valiente ignora los prerrequisitos socioeconómicos positivos necesarios para implementarla. 

### Enfoques científicos modernos
Hoy en día, las ciencias de la psicología social, la neuropsicología y la psicología evolutiva han adoptado nuevos enfoques para la comprensión del comportamiento social humano.
La psicología social y de la personalidad es un método científico utilizado por los profesionales de la salud para investigar los motivadores personales y sociales en y entre el individuo y la sociedad, así como aplicarlos a los problemas que tienen las personas en el contexto de la sociedad.  Los psicólogos sociales y de personalidad estudian cómo las personas piensan, influyen y se relacionan entre sí. Al explorar fuerzas dentro de la persona (como rasgos, actitudes y objetivos), así como fuerzas dentro de la situación (como normas e incentivos sociales), buscan proporcionar información sobre cuestiones tan amplias como los prejuicios, la atracción romántica y la persuasión, amistad, ayuda, agresión, conformidad e interacción grupal.
La neuropsicología aborda cómo las regiones del cerebro asociadas con el procesamiento emocional están involucradas en la cognición moral mediante el estudio de los mecanismos biológicos que subyacen a las elecciones y el comportamiento humanos. Al igual que la psicología social, busca determinar, no cómo debemos comportarnos, sino cómo nos comportamos, aunque sea neurológicamente. Por ejemplo, ¿qué sucede en el cerebro cuando favorecemos una respuesta sobre otra, o cuando resulta difícil tomar alguna decisión? Los estudios de poblaciones clínicas, incluidos pacientes con daño en VMPC (corteza prefrontal ventromedial), revelan una asociación entre deficiencias en el procesamiento emocional y deficiencias en el juicio y el comportamiento moral.  Estos y otros estudios concluyen que no sólo se involucran emociones durante la cognición moral, sino que las emociones, particularmente aquellas mediadas por VMPC, son de hecho críticas para la moralidad.
Otra investigación neurológica está documentando hasta qué punto está involucrada la mente inconsciente en la toma de decisiones.  Según los neurocientíficos cognitivos, somos conscientes de sólo alrededor del 5 por ciento de nuestra actividad cognitiva, por lo que la mayoría de nuestras decisiones, acciones, emociones y comportamiento dependen del 95 por ciento de la actividad cerebral que va más allá de nuestra conciencia. Estos estudios muestran que las acciones provienen de patrones de actividad cerebral preconsciente y no de que las personas piensen conscientemente en lo que van a hacer. Un estudio de 2011 realizado por Itzhak Fried encontró que las neuronas individuales se activan 2 segundos antes de que se reporte una "voluntad" de actuar (mucho antes de que la actividad EEG predijera tal respuesta).  Esto se logró con la ayuda de pacientes voluntarios con epilepsia, que de todos modos necesitaban electrodos implantados en lo profundo de su cerebro para evaluación y tratamiento.  De manera similar a estas pruebas, un estudio de 2013 encontró que la elección de sumar o restar se puede predecir antes de que el sujeto la informe. 
La psicología evolutiva,  una nueva ciencia, surgió en la década de 1990 para centrarse en explicar el comportamiento humano en el contexto de los procesos darwinianos . Esta ciencia considera cómo las fuerzas biológicas de la genética y las neurotransmisiones en el cerebro influyen en las estrategias inconscientes y conscientes y propone que estas características de la biología se han desarrollado a través de procesos de evolución. Desde este punto de vista, los programas cognitivos del cerebro humano son adaptaciones. Existen porque este comportamiento en nuestros ancestros les permitió sobrevivir y reproducir estos mismos rasgos en sus descendientes, equipándonos así con soluciones a los problemas que nuestros ancestros enfrentaron durante la historia evolutiva de nuestra especie. Los temas éticos abordados incluyen conductas altruistas, conductas engañosas o dañinas, un sentido innato de justicia o injusticia, sentimientos de bondad o amor, autosacrificio, sentimientos relacionados con la competitividad y el castigo o retribución moral, y "trampa" moral o hipocresía.

## Problemas y controversias

### Estudios científicos
El estudio federal más grande hasta la fecha, un informe de 2010 publicado bajo los auspicios del Departamento de Educación de EE. UU., encontró que la gran mayoría de los programas de educación del carácter no han logrado demostrar su eficacia y no han producido mejoras en el comportamiento de los estudiantes ni en su rendimiento académico.  Las investigaciones anteriores y actuales sobre el tema no logran encontrar un estudio revisado por pares que demuestre alguna necesidad científicamente validada de  o resultado de programas de educación del carácter. Normalmente, el apoyo se atestigua haciendo referencia a "correlaciones" (por ejemplo, calificaciones, número de derivaciones disciplinarias, opinión subjetiva, etc.).  

### Problemas funcionales e ideológicos
1) La suposición de que el "carácter" es deficiente en algunos o todos los niños 
2) Falta de acuerdo sobre lo que constituye efectividad 
3) Falta de evidencia de que hace lo que afirma   
4) Un conflicto entre lo que es el buen carácter y la forma en que la educación del carácter propone enseñarlo  
5) Diferentes estándares en métodos y objetivos. Diferentes estándares para evaluar las necesidades y evaluar los resultados. Se han hecho algunos intentos. 
6) "Estudios" de apoyo que se basan abrumadoramente en comentarios subjetivos (generalmente encuestas) de participantes comprometidos 
7) Programas instituidos con fines ideológicos y/o religiosos   
8) El problema generalizado de confundir moralidad con conformidad social    
9) Hay pocos objetivos comunes, si es que hay alguno, entre los programas de educación del carácter. Las disensiones en la lista de valores entre los programas de educación del carácter, en sí mismas, constituyen una crítica importante de que hay algo en la educación del carácter que es fundamental o universalmente relevante para los estudiantes o la sociedad. 
10) Se podría decir que hay acuerdo en cuanto a qué valores no se incluyen en las listas de valores fundamentales. No se encuentran, aunque son fundamentales para el éxito de las sociedades democráticas modernas, valores tan destacados como la independencia, la inventiva, la curiosidad, el pensamiento crítico, el escepticismo e incluso la moderación. "¡Arriésgate, comete errores, ensúciate!" El famoso dicho de la Sra. Frizzle en el muy celebrado programa de televisión, El autobús escolar mágico,  encarna valores que serían antitéticos a los que se encuentran en las listas de educación del carácter de hoy.